# Trachelosaccus hymenodorae
Trachelosaccus hymenodorae is een krabbezakjessoort uit de familie van de Peltogastridae. De wetenschappelijke naam van de soort is voor het eerst geldig gepubliceerd in 1879 door G.O.Sars.